# Gänsefurth
Gänsefurth ist ein kleiner Ortsteil der Stadt Hecklingen bei Staßfurt im Salzlandkreis in Sachsen-Anhalt.

## Geographie
Gänsefurth befindet sich nur etwa 1,5 Kilometer nördlich des Hecklinger Stadtzentrums im Salzlandkreis auf 62 m ü. NN. Nordöstlich am Ort vorbei fließt die Bode. Dieser Fluss beginnt im Harz und mündet bei Nienburg in die Saale. Entlang der Bode befinden sich auch teils stärker bewaldete Flächen, sonst ist Gänsefurth von Ackerflächen umgeben, die landwirtschaftlich genutzt werden. Die Kreisstraße 1306 führt unmittelbar an Gänsefurth vorbei, sie verbindet das Hecklinger Stadtzentrum mit seinem Ortsteil Groß Börnecke. Von dieser Straße zweigt die Apfelstraße ab, die zunächst durch ein Gewerbegebiet und anschließend in den Ortskern führt. Hinter einem großen Agrarbetrieb mündet sie wieder in die Kreisstraße ein.
Um Gänsefurth liegen die Orte Löderburg (zu Staßfurt) im Norden, Staßfurt im Osten, Hecklingen im Süden und Groß Börnecke im Nordwesten. Etwas westlich von Löderburg befindet sich der Löderburger See, an dem unter anderem ein Wasserski-Angebot besteht.

## Geschichte
Gänsefurth war früher unter dem Namen „Gansevorthe“ bekannt und wurde im Jahr 1159 erstmals urkundlich erwähnt. Später waren die Namensformen „Genssenvorthe“, „Gensevorde“ und „Gensfort“ gebräuchlich. Im Jahr 1307 wurde der Ort „Gaensefurth“ genannt.
Zum kaiserlichen Lehen Anhalts wurde der Ort 1299. Klaus von Trotha erwarb 1461 das Rittergut und das Schloss. Die Burg und die Kirche wurden 1525 zerstört. 1856 wurden Pferdebahnen errichtet. Thilo von Trotha gründete 1875 das erste Kalkwerk in Gänsefurth im Weinbergsgrund. 1912 wurde es an die Kalk- und Mergelwerke verpachtet. Der Ort Gänsefurth wurde 1919 in die damalige Gemeinde Hecklingen eingegliedert. Hecklingen erhielt 1928 das Stadtrecht. Nach dem Zweiten Weltkrieg wurde das Gebiet Teil der DDR. Hecklingen und seine Ortsteile wurden Teil des Kreises Staßfurt. Der Steinbruch wurde 1968 stillgelegt. 1975 wurde das Kalkwerk wegen großer Verluste geschlossen.
Nach der Wende und der Wiedervereinigung kam Hecklingen mit seinen Ortsteilen zum Land Sachsen-Anhalt und 1994 zum Aschersleben-Staßfurter Landkreis, der 2007 im Salzlandkreis aufgegangen ist.

## Sehenswürdigkeiten

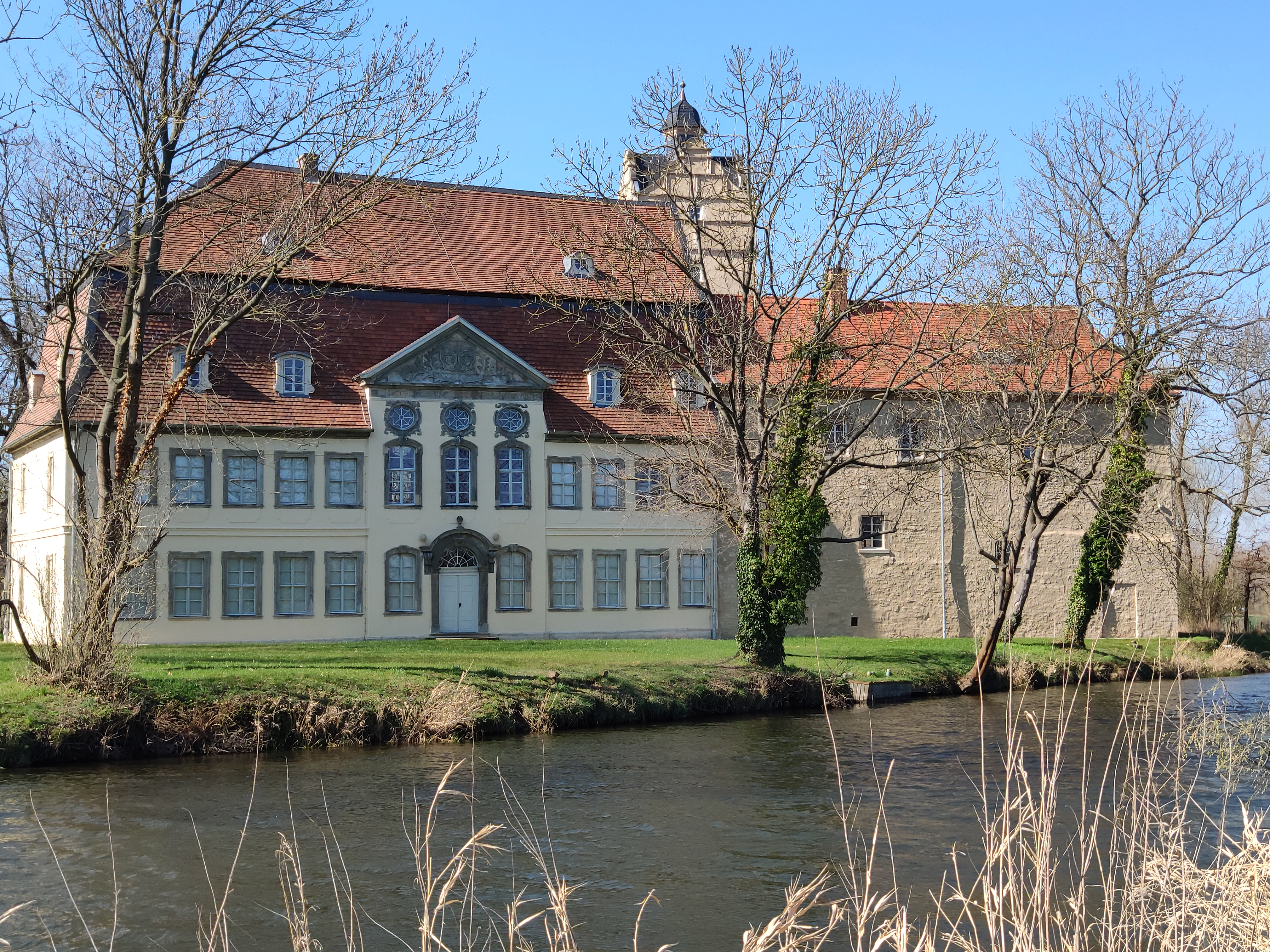
Schloss

Claus von Trotha erwarb im Jahr 1461 vom Fürsten Bernhard VI. von Anhalt für 12.000 Rheinische Gulden die aus dem 12. Jahrhundert stammende Burg Gänsefurth mit Ländereien. 1571 erwarb die Familie auch das nahegelegene ehemalige Augustinerinnen-Kloster Hecklingen. Christoph und sein Sohn Franz von Trotha bauten die Burg in Gänsefurth im Renaissance-Stil aus. Friedrich Lebrecht von Trotha begann 1755 mit dem Bau des spätbarocken Teils des Schlosses, der einen sehenswerten Rokokosaal besitzt. Auf dem Mittelrisalit des Barockbaus finden sich die Wappen und Namen von Friedrich Lebrecht und seiner Frau Dorothea Marie, geb. von Wulffen, sowie die Jahreszahl 1757. Das Gänsefurther Schloss, das heute Namensgeber der Getränkemarke ist, wurde 1919 verkauft, nach dem Zweiten Weltkrieg als Behindertenwohnheim genutzt und ist heute als historisches Denkmal ausgewiesen. 2010 erwarb ein Angehöriger der Familie von Trotha das Schloss zurück.

## Getränkemarke
Die Gaensefurther Schloss-Quelle gehört zur Mineralbrunnengruppe Wüllner aus Bielefeld. Mit etwa 130 Mitarbeitern wurden 435 Millionen Liter im Jahr 2012 verfüllt. Das Unternehmen bietet etwa 30 Mineralwasser-Produkte an. Im Jahr 1886 begann die Erschließung des Gänsefurther Brunnens, das Unternehmen wurde 1949 in der DDR Teil eines volkseigenen Gutes und gehörte damit nicht dem DDR-Getränkekombinat an. Nach der Wende wurde es 1991 privatisiert und an die Wüllner-Gruppe verkauft.

## Personen (Auswahl)
- Franz Ulrich von Trotha (1806–1860), Gutsbesitzer und Politiker